# سمبات ساکیان
سمبات ساکیان (ارمنی: Սումբատ Սահակյան؛‏ ۱۹۵۱–۱۹۹۳) یک سیاستمدار ارمنی‌تبار در ترکیب دولت جمهوری خودمختار آبخاز بود که در روز ۲۷ سپتامبر ۱۹۹۳ در جریان کشتار سوخومی همراه با ژیولی شارتاوا، گورام گابیسکیرای و دیگران توسط شورشیان جدایی‌طلب آبخاز در سوخومی کشته شد:.